# Fiona O’Sullivan
Fiona O’Sullivan (* 17. September 1986 in San Geronimo) ist eine ehemalige irische Fußballspielerin, die auch für die Nationalmannschaft spielte. Neben der irischen besitzt sie auch die US-amerikanische Staatsbürgerschaft.

## Karriere

### Vereine
Die Tochter einer amerikanischen Mutter und eines irischen Vaters spielte während ihres Studiums von 2004 bis 2007 für die San Francisco Dons und den WPSL-Club Sonoma County Sol. Nach Abschluss ihres Studiums spielte sie zunächst für California Storm und wurde 2010 vom WPS-Teilnehmer Chicago Red Stars gedraftet, der Vertrag wurde jedoch noch vor dem ersten Saisonspiel wieder aufgelöst. Stattdessen wechselte sie im Juli 2010 zu dem AIK Fotboll Dam in die schwedische Damallsvenskan. Nach nur einem halben Jahr unterschrieb sie im Januar 2011 einen Vertrag beim Ligakonkurrenten Piteå IF, wurde von dort im Sommer desselben Jahres jedoch an den zweitklassigen Kvarnsvedens IK ausgeliehen.
Ende 2011 verließ O’Sullivan Schweden und wechselte zum französischen Verein ASJ Soyaux in die Division 1 Féminine, wo sie neun Spiele bestritt und dabei vier Tore erzielte, mit der Mannschaft allerdings in die zweite französische Liga abstieg. Im Sommer 2012 unterschrieb sie schließlich einen Vertrag beim SC Freiburg, für den sie am 23. September 2012 in der Bundesliga debütierte. Am 8. Juni 2014 (22. Spieltag) gelangen ihr beim 7:2-Sieg im Heimspiel gegen den schon feststehenden Absteiger BV Cloppenburg drei Tore. Nach 30 Bundesliga-Spielen und zwölf Toren für den SC Freiburg wurde sie am 9. Juni 2014 verabschiedet und wechselte wenig später zum englischen WSL-Club Notts County Ladies FC.

### Nationalmannschaft
Fiona O’Sullivan gab am 19. September 2009 im Rahmen der Qualifikation für die Weltmeisterschaft 2011 gegen die Schweiz ihr Pflichtspieldebüt für die Irische Nationalmannschaft. Am 24. September 2009 erzielte sie im Qualifikationsspiel gegen Kasachstan ihren ersten Treffer im Nationaltrikot.

## Sonstiges
O’Sullivan hat an der University of San Francisco ein Studium International Politics absolviert.